# Araecerus vieillardi
Espèce
Araecerus vieillardi est une espèce d'insectes appartenant à la famille des Anthribidae.